# Climent de Solanell i de Foix
Climent de Solanell i de Foix va ser el cent quinzè president de la Generalitat de Catalunya entre els anys 1698 i 1701. Fou paborde de la col·legiata d'Àger.
A París es publica un llibre del canonge Legrende titulat "Ensayos de la historia de Luís el Grande" on s'acusa al poble de Barcelona de reclamar la rendició a les tropes reials durant el setge de Barcelona. La Diputació i el Consell de Cent protesten per aquesta acusació mitjançant la publicació de l'Escudo de la verdad (Barcelona 1699) on vinculaven la pèrdua a la mala gestió del virrei Velasco.
En el seu trienni davant la Generalitat va morir el rei Carles II d'Espanya l'1 de novembre de 1700 i es començà a forjar la Guerra de Successió
Sembla que va morir de malenconia el 9 de febrer de 1701 pel tractament que havien donat els diputats a la successió de Carles II, acceptant el seu testament i a Felip d'Anjou com a rei.